# جاستین راکوتونینا
جاستین راکوتونینا (انگلیسی: Justin Rakotoniaina; ۱۴ دسامبر ۱۹۳۳ – نوامبر ۲۰۰۱ (۶۷ سال)) سیاست‌مدار اهل ماداگاسکار بود. وی از ۱۲ اوت ۱۹۷۶ تا ۱ اوت ۱۹۷۷ نخست‌وزیر این کشور بود.
جاستین راکوتونینا در نوامبر ۲۰۰۱، در سن ۶۷ سالگی درگذشت.